# Carlos Pedro Blaquier
Carlos Pedro Tadeo Blaquier (Buenos Aires, 28 de agosto de 1927 - ibídem, 13 de marzo de 2023) fue un empresario argentino. Uno de los hombres más ricos del país, fue conocido por ser el dueño de la empresa agroindustrial Ledesma, y su presunta complicidad en los crímenes de lesa humanidad ocurridos en Jujuy durante la denominada "Noche del Apagón", la cual fue parte de las acciones de terrorismo de Estado llevadas a cabo por la última dictadura cívico-militar argentina (1976-1983) y originó una investigación y un proceso judicial en su contra.
Ledesma es el principal empleador privado de la provincia de Jujuy, y Blaquier fue miembro de su directorio por más de 50 años y su presidente durante 43 años, desde 1970 hasta 2013. También creó la empresa Pacuca, una de las principales productoras de carne porcina, fiambres y embutidos del país, que comercializa sus productos con la marca Cabaña Argentina. El centro de sus producciones de carne y granos estaba en los establecimientos La Biznaga, La Bellaca, Magdala y Centella totalizando 52 000 hectáreas. A principios del siglo XXI, durante el boom de la soja en la Argentina, incursionó en ese mercado sembrando en más de 2000 hectáreas arrendadas. También fue titular de la firma Catalinda, dedicada a comprar, alquilar y gerenciar embarcaciones, y de la financiera Calilegua.
Fue acusado penalmente por complicidad en los crímenes de lesa humanidad de la última dictadura, pero la Corte Suprema de Argentina retuvo durante más de cinco años el expediente del caso y la Cámara Federal de Casación Penal le sumó dos años más a la tramitación del mismo, declarando la "falta de mérito" para Blaquier en marzo de 2015. En julio de 2021, la Corte Suprema anuló la falta de mérito que le habían dictado los casadores a Blaquier, quien se encontraba oficialmente procesado al momento de su muerte por los secuestros y desapariciones ocurridos en 1976 en Jujuy.
Además de su actividad empresarial, fue presidente honorario de la Sociedad Científica Argentina; también fue miembro fundador de la Fundación Sanmartiniana, del Consejo Argentino para las Relaciones Internacionales (CARI) y miembro titular vitalicio de la Sociedad Argentina de Historiadores. Por su labor empresaria fue distinguido con el Premio Konex de Platino 2008 en la categoría Empresarios de la Industria, compartido con Luis A. Pagani y Paolo Rocca.

## Biografía
Carlos Pedro Blaquier era hijo de María Esther Estrugamou Guillón (descendiente de una familia de origen francés) y de Carlos Félix Miguel Blaquier Álzaga. Estudió en el Colegio Champagnat, y en la Universidad del Salvador. Además, egresó del Instituto Superior de Filosofía y se doctoró en Derecho y Ciencias Sociales en la Universidad de Buenos Aires. La Universidad Pontificia Lateranense de Roma le otorgó el doctorado “Honoris Causa” en Filosofía.
Fue autor de 24 libros de historia, historia de las ideas y filosofía. Entre ellos se cuentan Apuntes para una introducción a la filosofía, El milagro griego, Los Amores de Luis XV y Consideraciones sobre la historia política argentina.
Casado con Nelly Arrieta Wollman, en 1970 sus suegros ―Herminio Arrieta y Paulette Wollman― decidieron que Blaquier ocupara la presidencia del Ingenio Ledesma, el más importante ingenio azucarero del país, fundado por ellos mismos y a cuya sociedad Blaquier aportó varias estancias, la mayoría provenientes de los Álzaga, familia de la que es descendiente. Blaquier tenía el 90% de las acciones de la empresa Ledesma.
Blaquier falleció el 13 de marzo de 2023 en Buenos Aires, a los 95 años, luego de haber permanecido internado durante aproximadamente un mes, según informó la empresa Ledesma. En su comunicado, el grupo lo definió como un “emblema del empresariado argentino”, mientras que el expresidente Mauricio Macri expresó “mis condolencias y cariño a la familia Blaquier” a través de sus redes sociales.
Luego de su muerte su nieta Candela Blaquier queda como heredera de gran parte de su fortuna.

## Acusaciones
Blaquier fue acusado e investigado por la Justicia por su presunta participación en los crímenes de lesa humanidad ocurridos en Jujuy durante la denominada "Noche del Apagón", la cual fue parte de las acciones de terrorismo de Estado llevadas a cabo por la última dictadura cívico-militar argentina (1976-1983).
En la Noche del Apagón ―entre el 20 y el 23 de julio de 1976, durante la dictadura cívico-militar (1976-1983)―, fuerzas de seguridad con camionetas facilitadas por el ingenio Ledesma, secuestraron a casi 400 personas ―muchas de ellas trabajadoras del ingenio― en las localidades jujeñas de Libertador General San Martín y Calilegua (departamento de Ledesma). Fueron trasladadas a centros clandestinos de detención, en donde todos fueron torturados. Treinta y seis de ellos fueron asesinados y desaparecidos.
Recién en 2005 se realizó una marcha en pedido de juicio y castigo por la Noche del Apagón.
En 2012, Carlos Pedro Blaquier fue procesado por la justicia federal de Jujuy como cómplice primario en 26 casos de privación ilegítima de la libertad en la causa Burgos, por haber facilitado las camionetas para efectuar el traslado de los secuestrados a centros clandestinos de detención. y por los 36 secuestros seguidos de asesinato y desaparición durante la Noche del Apagón. Se realizaron allanamientos a la empresa y se constató el espionaje ilegal contra quienes habían participado en la marcha por la Noche del Apagón en 2005. En un informe de 300 páginas, se señala la «lista final de organizaciones y dirigentes que participaron», entre ellos integrantes de HIJOS y otros organismos de derechos humanos. Blaquier se sometió a indagatoria, declarándose inocente tanto a título personal como en su rol de presidente de la firma. Dijo que era víctima de una persecución de parte de organizaciones sociales que “más que aportar pruebas se empeñan en criticar públicamente su pensamiento político”. Finalmente  fue procesado como cómplice en primer grado de la privación ilegal de la libertad agravada de 29 personas el 16 de noviembre de 2012. Además fue procesado el gerente administrativo de la empresa Ledesma, Alberto Lemos, en calidad de partícipe secundario. En marzo de 2015 la Cámara Federal de Casación Penal, por unanimidad, revocó los procesamientos de Carlos Pedro Blaquier y Alberto Lemos, y dictó la falta de mérito de ambos, entendiendo que de ninguna manera se había logrado acreditar cualquier tipo de participación de los imputados en los hechos investigados. El juez Gustavo Hornos expresó que "no existe el mérito que un auto de procesamiento requiere para sostener que los imputados se habrían representado que hicieron un aporte que favoreció al hecho de que otro dolosamente haya privado ilegítimamente de la libertad a una persona". Concretamente,  entendió que no está acreditado que "los imputados se hubieran representado que los vehículos prestados serían utilizados por las fuerzas de seguridad para cometer las detenciones ilegales llevadas a cabo". Ese razonamiento fue compartido por el juez Eduardo Riggi, mientras que su colega Juan Carlos Gemignani agregó que el préstamo de los móviles no constituía "la colaboración en un injusto", pues "el destino o uso que a las camionetas se les otorgara resulta exclusivamente imputable al recipendiario, pero en ningún caso al dueño ni al representante de la empresa".
En julio de 2021 la Corte Suprema revocó la decisión de la Cámara Federal de Casación y reactivó el procesamiento de Blaquier. En esta resolución tres de los jueces de la Corte Suprema, (Rossatti, Maqueda y Highton de Nolasco)  criticaron además el accionar de la Cámara Federal con duros términos; los supremos acusaron a ese tribunal de haber obstaculizado indebidamente la causa. Otro juez, Rosenkrantz, se apartó de esta afirmación, entendiendo que lo resuelto por la Sala IV (falta de mérito) era un estadio provisorio y que no impidió que las investigaciones continuaran: “No se ha demostrado la configuración de una situación de gravedad institucional y la decisión apelada no genera, de modo alguno, una ruptura del compromiso con el juzgamiento de esta clase de delitos” El restante integrante, Lorenzetti, no participó de la deliberación. El 13 de marzo de 2023 falleció Carlos Pedro Blaquier sin llegar a ser juzgado por estos hechos.
En septiembre de 2022 en una investigación judicial se mencionó a Blaquier como uno de los "clientes VIP" de la secta conocida como Escuela Yoga Buenos Aires (EYBA), en la que mujeres jóvenes eran reducidas a la servidumbre sexual. La presencia de Blaquier en el edificio donde funcionaba la secta se conoció en  2022 en una investigación judicial que llevó adelante el juez Ariel Lijo. Según un testigo, para procurarse cierta comodidad, Blaquier habría hecho remodelar el edificio y crear una especie de "Palacete". Cuando la Policía Federal Argentina allanó el lugar, encontró cuadros y fotos del empresario, además de sillas, servilletas y vajilla con las iniciales de Blaquier. En otro allanamiento encontraron un listado de empresarios que había sido confeccionado por la secta. A Blaquier lo tenían agendado como "Azúcar". Blaquier habría frecuentado el lugar hasta el año 2014.

## Panamá Papers
En 2016, a raíz de la filtración informativa en medios de prensa de documentos confidenciales de la firma de abogados panameña Mossack Fonseca, se conoció que Blaquier tenía empresas ocultas en paraísos fiscales.

## Vida privada
Carlos Blaquier fue padre de cinco hijos: María Elena, Carlos Herminio, Alejandro, Santiago e Ignacio Blaquier Arrieta, todos integrantes actuales del directorio de la empresa Ledesma.
Tras la separación de su esposa (en los años 1980), Blaquier estuvo en pareja con Cristina Khallouf.
Fue poseedor una de las colecciones más grandes de arte, relojes y objetos únicos en toda Argentina y reconocida a niveles mundiales (incluyendo una de las obras más icónicas de Emilio Pettoruti, El Quinteto, por la que Blaquier pagó 209.000 dólares en un remate de Sotheby´s en 1980). Además contaba con una flota de siete lujosos yates (bautizados como Neptuno, Black Beauty, Minerva, Cristina, Argos, Isis y Venus y valuados cada uno de ellos en alrededor de dos millones de dólares) con los que todos los años amarraba en el puerto de Punta del Este y contaba con alrededor de 30 marineros a su disposición. Entre sus lujos también entra una flota de alrededor de 13 aviones privados, los cuales usaba para viajar a distintas partes del mundo y en especial a Jujuy a visitar su empresa.
Según el ranking 2020 de la revista Forbes, Carlos Pedro Blaquier y familia se ubicaban en el puesto 24° entre las 50 familias más ricas de la Argentina, con un capital estimado en 490 millones de dólares estadounidenses.